# 趙麗妃
趙麗妃（693年—726年8月15日），本名不詳，天水郡人，唐玄宗後宮嬪妃之一。

## 生平
赵氏原本是潞州的倡伎，出身相當卑微。其父是乐人赵元礼。唐玄宗還身為臨淄王時，於景龍二年（708年）至四年（710年）期間出任潞州別駕，在當地見到美麗動人、能歌善舞的趙氏，相當喜愛，便納為側室，寵極一時。大约在此时，赵氏生下了玄宗的第二子李嗣謙。
唐中宗遭韦及安樂公主謀殺後，政局大亂，臨淄王平定亂事，被改封為平王，又使其父唐睿宗即位。睿宗即位後，改元景雲，立平王為皇太子。其子李嗣謙也在这一年（710年）的九月，封真定郡王。此時因趙氏為皇太子寵妾的關係，其父趙元禮、兄趙常奴都得以在京城任職。玄宗即位後，開元三年（715年），立趙氏所生之郢王李嗣謙為皇太子。不但趙氏之父兄更進一步擔任朝中任官，趙氏的寵愛於此時達到頂點。
开元年间，玄宗将皇后之下的四妃（贵妃、淑妃、德妃、贤妃）改为三妃（惠妃、丽妃、华妃）。开元十二年（724年），王皇后被废后，玄宗特赐武氏为惠妃。趙氏则成为三妃之一的「麗妃」。
开元十四年（726年）六月，太原尹张孝嵩奏称有李子峤自称玄宗在潞州与赵妃所生皇子，玄宗命杖杀之。
其後隨著武惠妃受到玄宗隆寵，原本自皇太子時代就受寵的趙麗妃、皇甫德儀等嬪妃紛紛失寵，遭到疏遠。開元十四年七月十四日（726年8月15日），赵丽妃在春华殿去世，虚岁三十四。，谥号「和」。

## 影视作品
- 電視劇

| 年份 | 劇名   | 演員   | 剧中姓名 | 劇中稱謂 |
| 1992 | 唐明皇 | 周洁   | 趙麗妃   | 趙麗妃   |
| 2000 | 楊貴妃 | 趙靜儀 | 趙氏     | 趙麗妃   |